# Alexander Nylander
Alexander Maximiliam Michael Junior Nylander Altelius (* 2. März 1998 in Calgary, Alberta) ist ein schwedisch-kanadischer Eishockeyspieler, der seit November 2024 bei den Toronto Maple Leafs in der National Hockey League (NHL) unter Vertrag steht und bereits seit Juli 2024 bei den Toronto Marlies in der American Hockey League (AHL) spielt. Sein Vater Michael und sein Bruder William Nylander sind ebenfalls professionelle Eishockeyspieler, seine Schwester Jacqueline professionelle Tennisspielerin.

## Karriere

### Jugend
Alexander Nylander wurde in Calgary geboren, als sein Vater Michael Nylander dort für die Calgary Flames in der National Hockey League (NHL) aktiv war. In der Folge verbrachte er seine Jugend zum Teil in Schweden und zum Teil in Nordamerika, wo die Familie den Stationen der NHL-Karriere seines Vaters folgte. Ferner besitzt Alexander Nylander in diesem Zusammenhang die schwedische und die kanadische Staatsbürgerschaft. 2011 kehrte die Familie nach Europa zurück, sodass er fortan in Schweden für die Nachwuchsabteilungen von SDE HF sowie ab Dezember 2013 für die des Södertälje SK spielte. Zur Spielzeit 2014/15 wechselte der Angreifer zu AIK Ishockey, wo er hauptsächlich in der J20 SuperElit, der höchsten Juniorenliga Schwedens, aktiv war, jedoch später in der Saison sein Profi-Debüt für die A-Mannschaft des Klubs in der zweitklassigen HockeyAllsvenskan gab.
Im Gegensatz zu seinem Bruder William, der seine gesamte Zeit bis zum NHL Entry Draft in Schweden verbracht hatte, wechselte Alexander Nylander im Sommer 2015 zurück in sein Geburtsland Kanada, um dort in seinem Draft-Jahr für die Mississauga Steelheads in der Ontario Hockey League (OHL) aufzulaufen. Die Steelheads hatten ihn zuvor im CHL Import Draft an zwölfter Position ausgewählt. Mit ihm wechselte auch sein Vater nach Mississauga, der seine aktive Karriere inzwischen beendet hatte und bei den Steelheads als Assistenztrainer fungierte. In der Spielzeit 2015/16 führte der Angreifer die Steelheads und alle Rookies der Liga in Scorerpunkten (75) an und wurde infolgedessen mit dem Emms Family Award als Rookie des Jahres der OHL ausgezeichnet und darüber hinaus ins OHL First All-Rookie Team und ins OHL Third All-Star Team berufen. Wenig später wurde Nylander auch als CHL Rookie of the Year der gesamten Canadian Hockey League geehrt. Nachdem er zuvor am CHL Top Prospects Game teilgenommen hatte, wählten ihn die Buffalo Sabres im NHL Entry Draft 2016 an achter Position aus – exakt der gleichen Position, wie sein Bruder William im Jahr zuvor. Darüber hinaus wurde er im KHL Junior Draft 2016 vom HK Metallurg Magnitogorsk an 53. Position gezogen.

### Profibereich
Nur wenige Wochen nach dem Draft statteten die Sabres ihn im Juli 2016 mit einem Einstiegsvertrag aus, bevor er zur Saison 2016/17 direkt in deren Organisation wechselte und fortan für die Rochester Americans in der American Hockey League auflief, dem Farmteam Buffalos. Dort verbrachte der Stürmer nahezu die gesamte Spielzeit, bevor er im April 2017 erstmals ins NHL-Aufgebot der Sabres berufen wurde und dort schließlich im Spiel gegen die Toronto Maple Leafs um seinen Bruder William sein Debüt gab.
Nach weiteren sporadischen Einsätzen in den beiden Folgejahren wurde Nylander im Juli 2019 im Tausch für Henri Jokiharju an die Chicago Blackhawks abgegeben. Dort etablierte er sich ebenfalls als regelmäßiger Scorer, verpasste in der Folge jedoch die gesamte Spielzeit 2020/21 aufgrund einer Knieverletzung. In der ersten Hälfte der Spielzeit 2021/22 kam der Schwede daher wieder in der AHL für die Rockford IceHogs zu Einsätzen, ehe er im Januar 2022 im Tausch für Sam Lafferty an die Pittsburgh Penguins abgegeben wurde. Von dort wiederum gelangte er im Februar 2024 mitsamt einem Sechstrunden-Wahlrecht im NHL Entry Draft 2026 zu den Columbus Blue Jackets, die im Gegenzug Emil Bemström nach Pittsburgh schickten.
In Columbus beendete Nylander die Saison 2023/24 und unterzeichnete anschließend im Juli 2024 einen auf die AHL beschränkten Vertrag bei den Toronto Marlies. Von dort nahm ihn im November 2024 auch deren NHL-Kooperationspartner unter Vertrag, die Toronto Maple Leafs.

### International
Auf internationaler Ebene ist Alexander Nylander für das Heimatland seines Vaters aktiv und debütierte für die schwedische U17-Auswahl bei der World U-17 Hockey Challenge 2014 im November, wo das Team die Bronzemedaille gewann. Es folgten Silbermedaillen beim Ivan Hlinka Memorial Tournament 2015 sowie bei der U18-Weltmeisterschaft 2016. Mit der schwedischen U20-Nationalmannschaft belegte der Angreifer bei den U20-Weltmeisterschaften 2016 und 2017 jeweils den vierten sowie 2018 den zweiten Rang.
Sein Debüt für die A-Nationalmannschaft seines Heimatlandes gab Nylander im Rahmen der Weltmeisterschaft 2023.

## Erfolge und Auszeichnungen
| - 2016 Teilnahme am CHL Top Prospects Game - 2016 OHL Third All-Star Team - 2016 Emms Family Award | - 2016 OHL First All-Rookie Team - 2016 CHL Rookie of the Year - 2023 Teilnahme am AHL All-Star Classic |

### International
- 2014 Bronzemedaille bei der World U-17 Hockey Challenge
- 2015 Silbermedaille beim Ivan Hlinka Memorial Tournament
- 2016 Silbermedaille bei der U18-Junioren-Weltmeisterschaft
- 2018 Silbermedaille bei der U20-Junioren-Weltmeisterschaft

## Karrierestatistik
Stand: Ende der Saison 2024/25

### International
Vertrat Schweden bei:
| - World U-17 Hockey Challenge 2014 (November) - Ivan Hlinka Memorial Tournament 2015 - U20-Junioren-Weltmeisterschaft 2016 - U18-Junioren-Weltmeisterschaft 2016 | - U20-Junioren-Weltmeisterschaft 2017 - U20-Junioren-Weltmeisterschaft 2018 - Weltmeisterschaft 2023 |

(Legende zur Spielerstatistik: Sp oder GP = absolvierte Spiele; T oder G = erzielte Tore; V oder A = erzielte Assists; Pkt oder Pts = erzielte Scorerpunkte; SM oder PIM = erhaltene Strafminuten; +/− = Plus/Minus-Bilanz; PP = erzielte Überzahltore; SH = erzielte Unterzahltore; GW = erzielte Siegtore; 1 Play-downs/Relegation; Kursiv: Statistik nicht vollständig)